# Vollenhovia irenea
Vollenhovia irenea är en myrart som först beskrevs av Horace Donisthorpe 1947.  Vollenhovia irenea ingår i släktet Vollenhovia och familjen myror. Inga underarter finns listade i Catalogue of Life.

## Bildgalleri

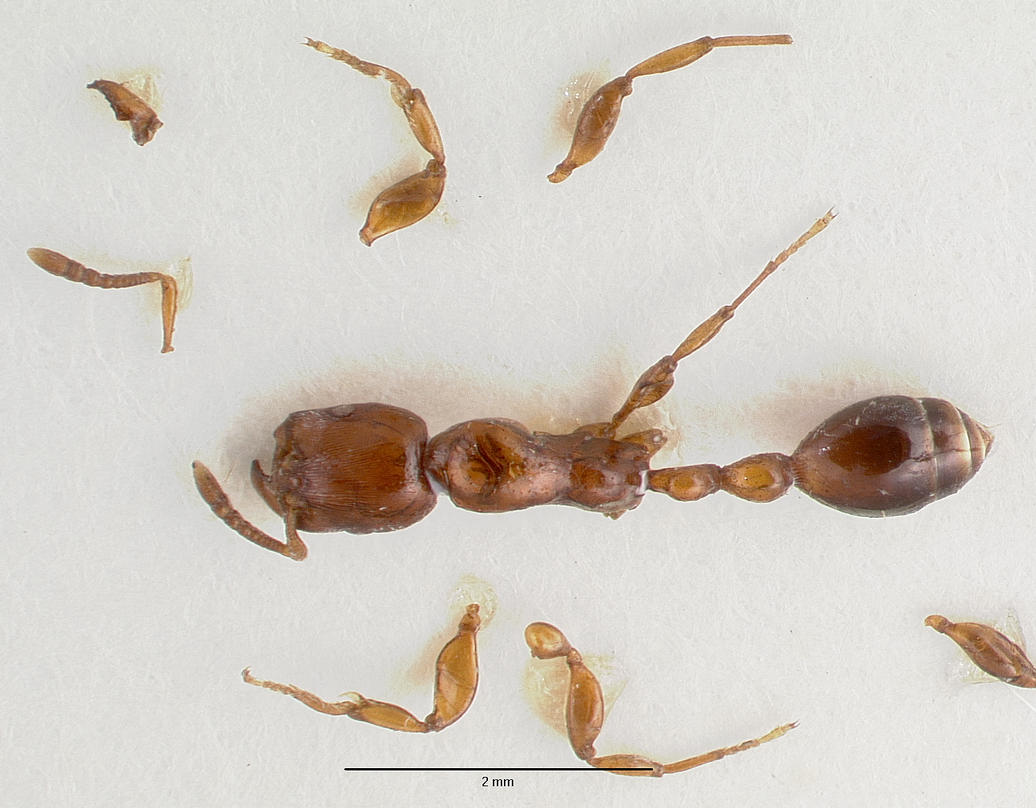
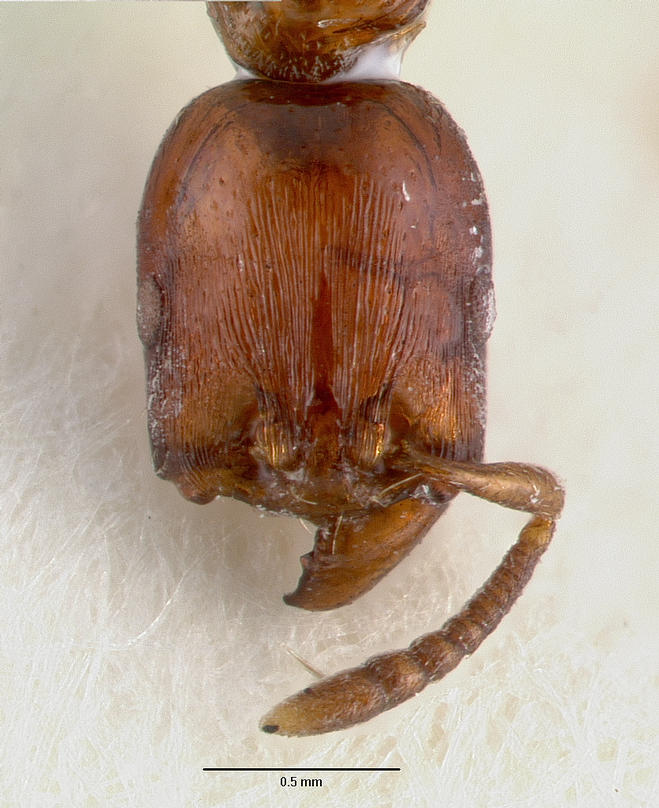
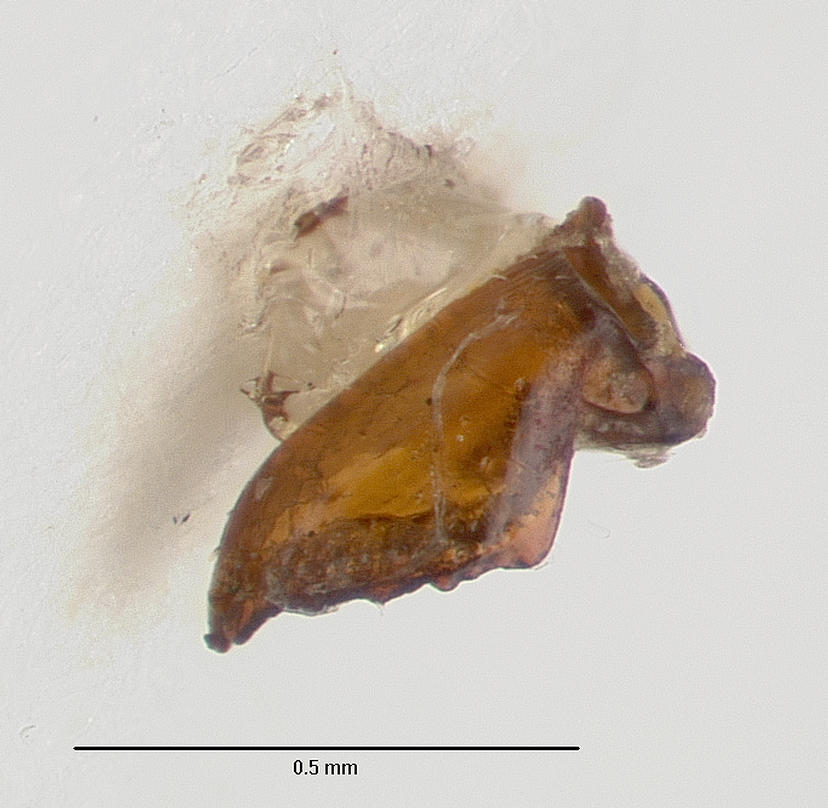
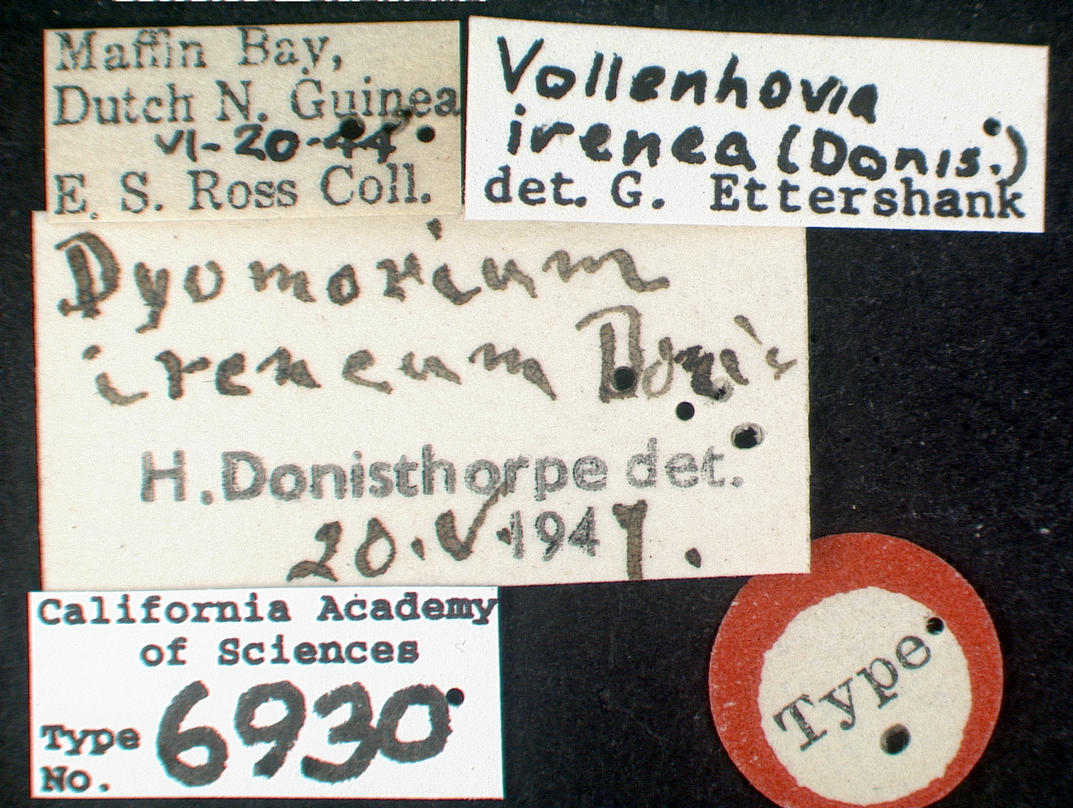
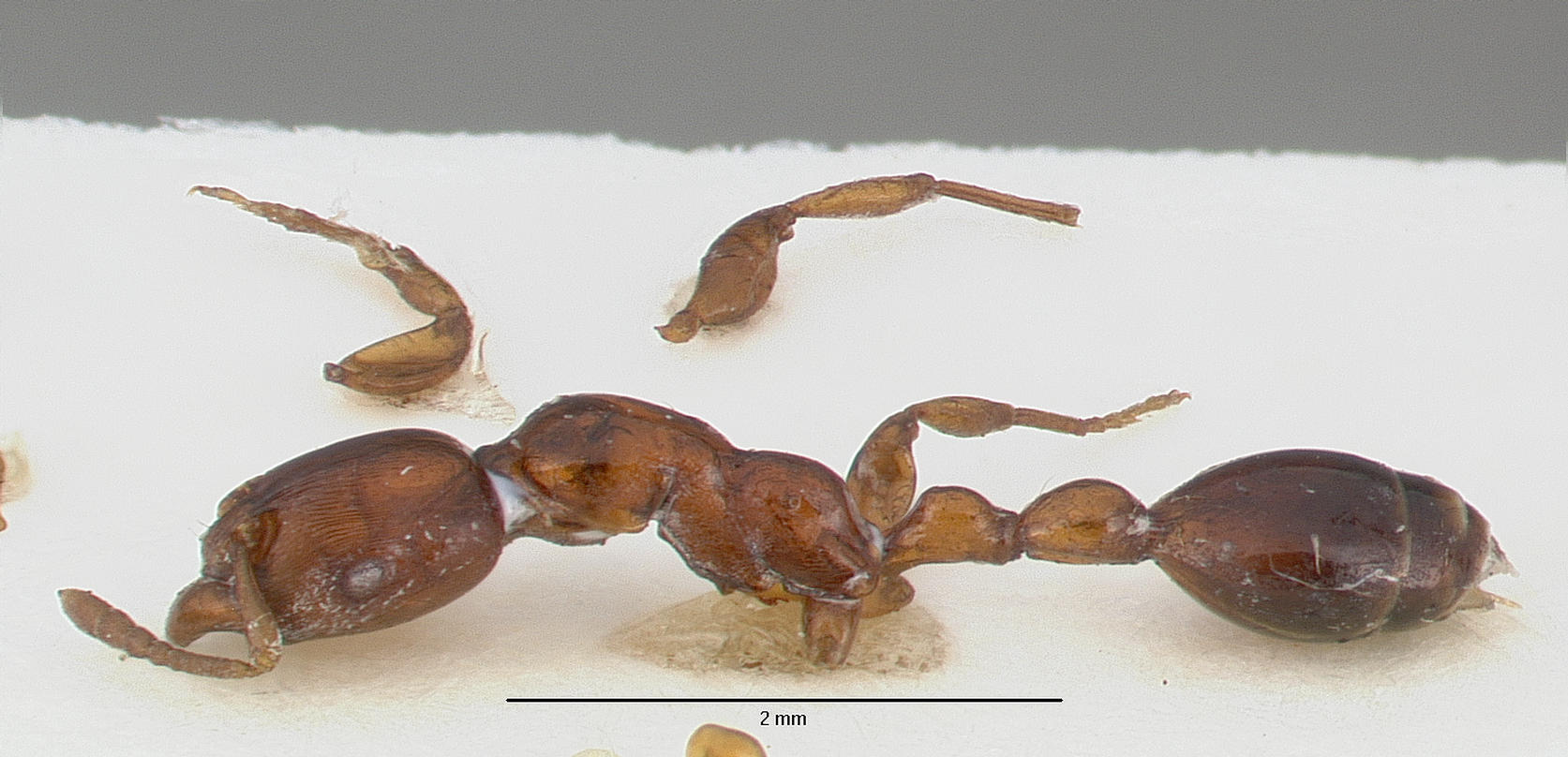